# TauTona
TauTona je rudnik zlata u Južnoafričkoj Republici. Iskopavanja se vrše na dubini od oko 3,6 kilometara, što ovaj rudnik čini trenutno (2008.) najdubljim rudnikom na svijetu u kojem se obavlja eksploatacija zlata. Rudnik sadrži oko 800 kilometara rudničkih hodnika i zapošljava oko 5600 rudara, a nalazi se u blizini grada Carletonville, koji je smješten zapadno od Johannesburga. 
Naziv TauTona znači "veliki lav" na jeziku Setswana. Rudnik se je počeo iskorištavati 1962. g. 
U ovom rudniku prosječno pogiba pet radnika svake godine zbog nesreća. 
U rudniku su, zbog dubine, vrlo visoke temperature, koje se pomoću ventilacijskog sustava snižavaju s 55 °C na 28 °C. 
U tijeku su trenutno radovi koji će produbiti rudnik na cca. 3,9 km dubine. Time će značajno prestići 3 585 m duboki, najdublji rudnik na svijetu East Rand Mine.